# 筑波郵便局
筑波郵便局（つくばゆうびんきょく）は、茨城県つくば市北条にある郵便局。民営化前の分類では集配特定郵便局であった。

## 概要
住所：〒300-4299 茨城県つくば市北条4347番地6
局名から、つくば市の中核を成す郵便局のように感じられるが、つくば市における郵便業務の中核機能は筑波学園郵便局にある。当局の名称は旧筑波郡筑波町に因んでいるものである。

## 沿革
- 1872年（明治5年） - 北条郵便受付所として開設[1]。
- 1873年（明治6年） - 北条郵便取扱所となる[2]。
- 1875年（明治8年）1月1日 - 北条郵便局（五等）となる。
- 1882年（明治15年） - 為替・貯金取扱を開始。
- 1901年（明治34年）12月26日 - 北条郵便電信局となる。
- 1903年（明治36年）4月1日 - 通信官署官制の施行に伴い北条郵便局となる。
- 1962年（昭和37年）10月1日 - 筑波郵便局に改称[3]。
- 1970年（昭和45年）2月20日 - 電話交換および和文電報配達業務を筑波電報電話局に移管。
- 1996年（平成8年）6月24日 - 吉沼郵便局から集配業務の一部[4]を移管。
- 2001年（平成13年）3月26日 - 上大島郵便局から集配業務を移管。
- 2007年（平成19年）10月1日 - 民営化に伴い、併設された郵便事業筑波学園支店筑波集配センターに一部業務を移管。
- 2012年（平成24年）10月1日 - 日本郵便株式会社発足に伴い、郵便事業筑波学園支店筑波集配センターを筑波郵便局に統合。

## 取扱内容
- 郵便、印紙、ゆうパック、内容証明
- 貯金、為替、振替、振込、国債
- 生命保険、バイク自賠責保険
- ゆうちょ銀行ATM

## 風景印
- 図案は『筑波街道の道標』・『北条大池』・『筑波山』
- 使用開始日は1989年（平成元年）11月11日

## 周辺
- つくば市役所筑波支所
- 茨城県立筑波高等学校
- つくば市立筑波東中学校
- つくば市立病院
- 筑波中央病院
- 国道125号
- 茨城県道19号取手つくば線
- 桜川

かつては近くを筑波鉄道が走っており、当局の最寄に常陸北条駅があった。廃線跡は現在サイクリングロード（茨城県道505号桜川土浦潮来自転車道線）となっている。

## アクセス
- つくバス 筑波支所または筑波高前にて下車、北東へ約400m
- 常磐自動車道 土浦北ICから北西へ約11.5km
- 駐車場あり：5台